# João Barbosa Rodrigues
João Barbosa Rodrigues, född den 22 juni 1842 i São Gonçalo do Sapucaí, död den 6 mars 1909 i Rio de Janeiro, var en brasiliansk botaniker. Auktorsnamnet Barb.Rodr. kan användas för João Barbosa Rodrigues i samband med ett vetenskapligt namn inom botaniken; se Wikipediaartiklar som länkar till auktorsnamnet.
Barbosa Rodrigues arbetade till att börja med inom handel, men var hela tiden intresserad av naturvetenskap och samlade insekter och växter. Han blev teckningslärare och specialiserade sig på botanik under ledning av Francisco Freire Allemão e Cysneiro. Mellan 1872 och 1875 var han på en statlig vetenskapsexpedition i Amazonas regnskog. Några år senare organiserade och ledde han den botaniska trädgården i Manaus som öppnade 1883 finansierad av Isabella av Brasilien och senare stängt. Från 1890 och fram till sin död var han direktör för botaniska trädgården i Rio de Janerio. Hans största arbeten är Plantas novas cultivadas no Jardim botanico do Rio de Janeiro (1891–1898), Palmæ mattogrossenses (1898), Genera et species orchidearum novarum (2 band, 1877–1882) och Sertum palmarum brasiliensium (2 band, 1903). 